# Paul Machliss
Paul Machliss é um editor australiano. Tornou-se conhecido pelos trabalhos em parceria com Edgar Wright: Spaced (1999), Scott Pilgrim vs. the World (2010), The World's End (2013) e Baby Driver (2017).